# Валпен
Валпен (шп. Hualpén) је општина у Чилеу. По подацима са пописа из 2002. године број становника у месту је био 85.928.

## Демографија
| 2002.  |
| ------ |
| 85.928 |